# Volkszählung in der Bundesrepublik Deutschland 1987

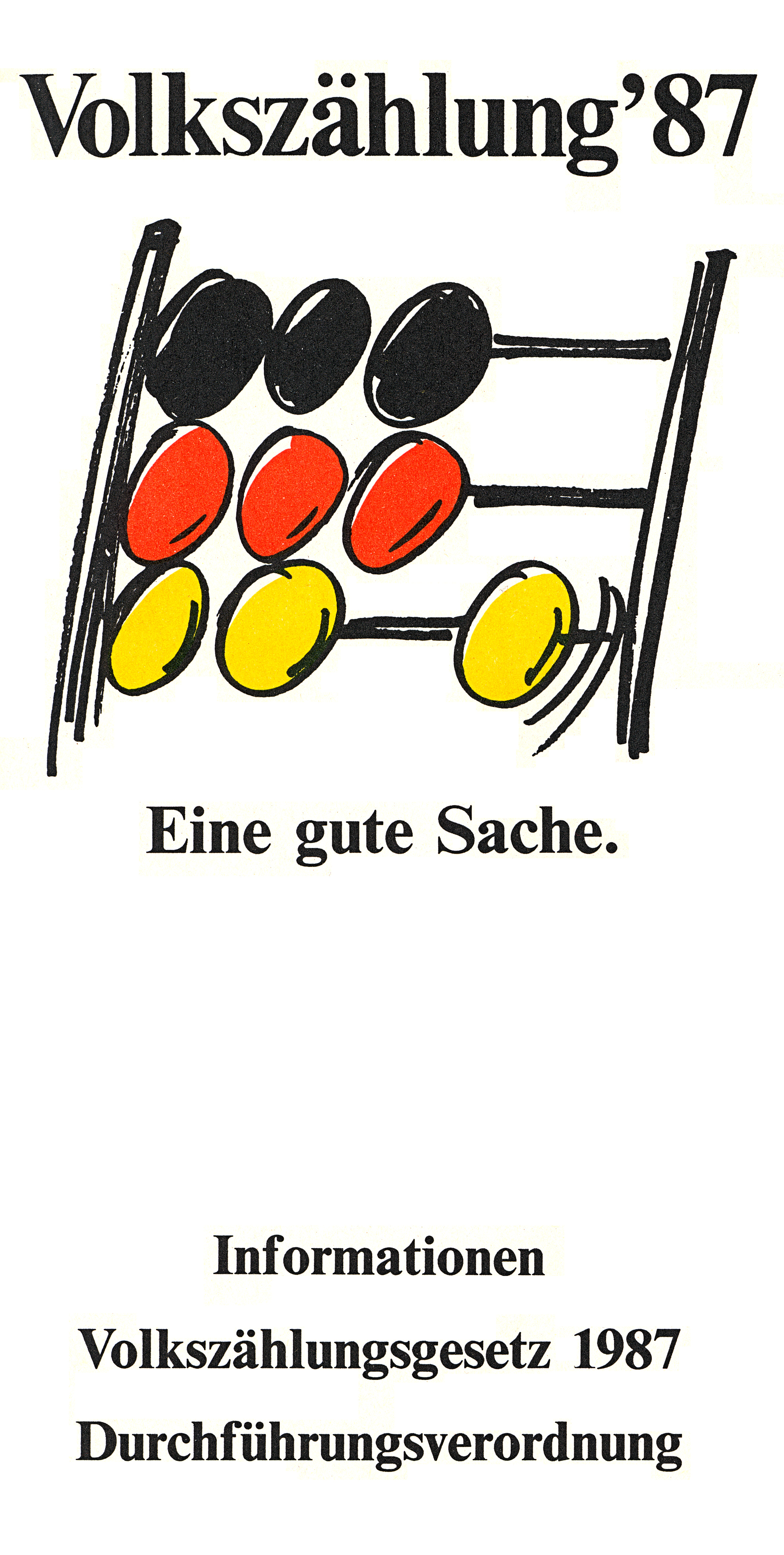
Infobroschüre mit der Durchführungsverordnung

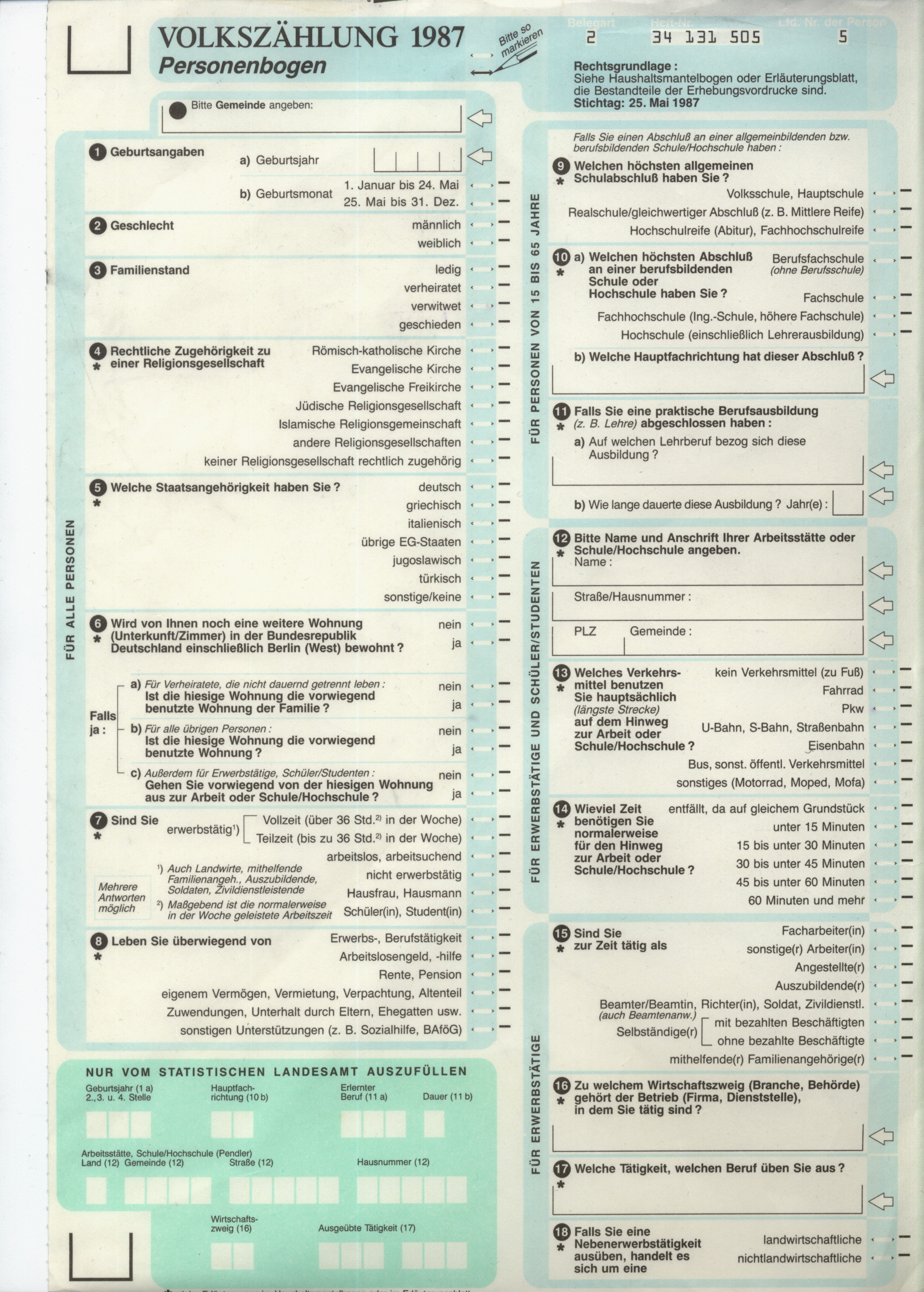
Personenbogen der Volkszählung 1987

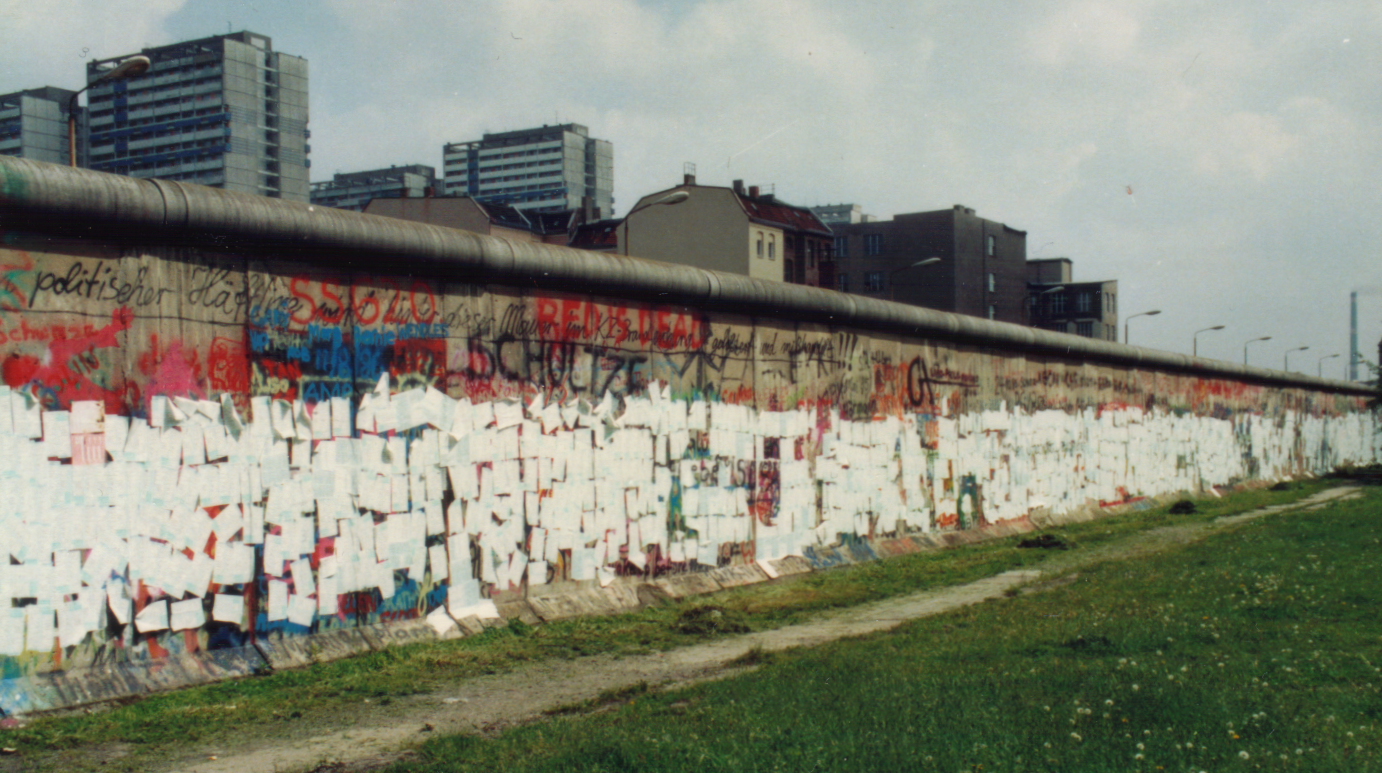
Protest gegen die Volkszählung 1987: Beklebung der Berliner Mauer mit Personenbögen

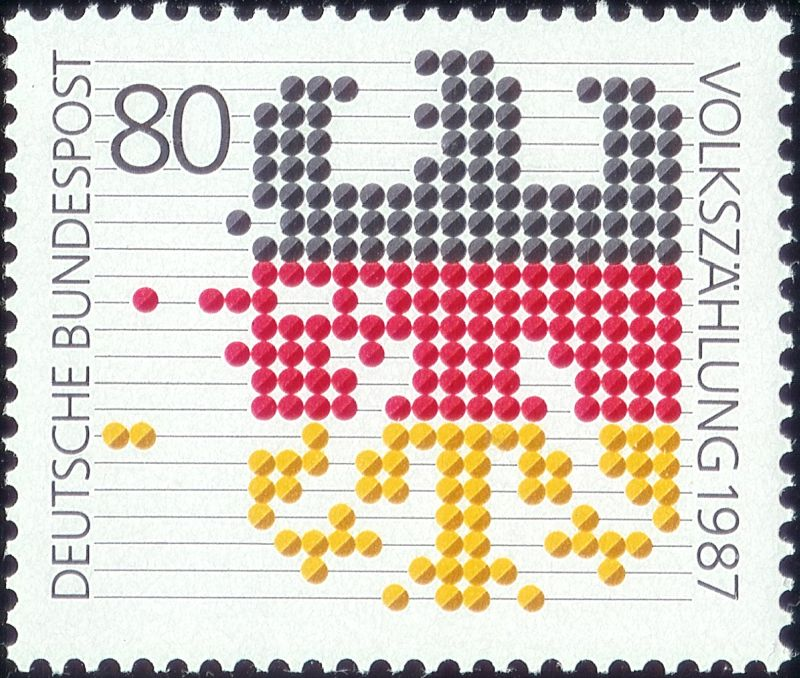
Briefmarkenausgabe zur Volkszählung 1987

Die Volkszählung in der Bundesrepublik Deutschland 1987 war eine deutsche Volkszählung. Sie wurde von einer Reihe von Bürgerprotesten und einem organisierten Boykott begleitet.

## Vorgeschichte
Die Volkszählung in der Bundesrepublik Deutschland war vom Bund ursprünglich bereits für das Jahr 1981 geplant. Sie war in den Augen der Bundesbehörden neben anderen Gründen notwendig geworden, um die Infrastruktur einem veränderten sozialen Gefüge anzupassen und entsprechend neue Maßnahmen einzuleiten. Dies galt für Verkehrsplanung ebenso wie für die soziale Versorgung und anderes. Kritiker wandten dagegen ein, dass Volkszählungen lediglich den Status quo wiedergäben, nicht aber Versorgungsmängel, wenn beispielsweise eine befragte Person mangels vorhandener öffentlicher Verkehrsmittel das widerwillig benutzte Auto als Verkehrsmittel zur Arbeitsstätte angeben müsse,  und formulierten
„Misstrauen gegen Planungsunwilligkeit und Planungsunfähigkeit“ der Verantwortlichen.
Wegen eines Streits um die Höhe des Bundeszuschusses zur Volkszählung verzögerte sich die Verabschiedung des Gesetzes bis 1982 und damit der geplante Zähltermin auf 1983.
Die 1983 gegen den Widerstand breiter Bevölkerungskreise durchgesetzte Stationierung von Mittelstreckenraketen, die Atompolitik sowie Großprojekte wie die „Startbahn West“ des Frankfurter Flughafens oder der Rhein-Main-Donau-Kanal trugen mit dazu bei, dass sich innerhalb weniger Wochen nach Bekanntgabe der Fragebögen bereits hunderte von Bürgerinitiativen gebildet hatten, die zum Boykott der Volkszählung aufriefen. Im Februar 1983 organisierte Michael Schroeren als Redakteur des Umweltmagazins vom Bundesverband Bürgerinitiativen Umweltschutz (BBU) und als Aktivist der Internationale der Kriegsdienstgegner/innen (IDK) den Boykott der Volkszählung unter dem Motto „Volkszählungsboykott für Ökologie und Frieden“. Die Berliner Morgenpost meldete am 27. Februar 1983 mit dem Titel „Anarchisten schüren die Angst vor der Volkszählung“: „... Gegen die Zentralfigur der Boykottbestrebungen, gegen den 33-jährigen ehemaligen Redakteur der Zeitschrift für 'Freiheitlichen Sozialismus ... Graswurzelrevolution', Michael Schroeren, ist ein Bußgeld-Ermittlungsverfahren eingeleitet worden...“ (S.3). Die überzogene Zeitungsstimmungsmache war erfolglos. Auch Prominente wie Günter Grass, der ehemalige Richter des Bundesverfassungsgerichts Helmut Simon sowie Manfred Güllner, Gründer des Forsa-Instituts, unterstützten die Kritik, die weit über die Fragen des Datenschutzes hinausging. Der zentrale Punkt der Kritiker war die Absicht, die in der Volkszählung erhobenen Daten für eine Korrektur der Meldedaten zu verwenden. Ein besonders brisanter Punkt war die vorgesehene zusätzliche Aufwandsentschädigung für das Erfassen nicht im Melderegister geführter Personen. Für jeden auf diese Weise gefundenen Deutschen sollte es 2,50 DM, für jeden Ausländer 5,00 DM Entschädigung geben.
Die Zählung, die für den 27. April 1983 geplant war, wurde zunächst bis zum Urteil des Bundesverfassungsgerichts vom 15. Dezember 1983 ausgesetzt, dann schließlich laut Urteil untersagt. Die erfolgreichen Kläger hatten beanstandet, dass die Ausführlichkeit der Fragen in den entsprechenden Volkszählungsbögen bei ihrer Beantwortung Rückschlüsse auf die Identität der Befragten zulasse und somit den Datenschutz unterlaufe, damit folglich gegen das Grundgesetz verstoße. Im Hintergrund stand die Befürchtung des so genannten Gläsernen Bürgers. Teilweise wurde die Volkszählung als Schritt in Richtung Überwachungsstaat gesehen.
Mit dem historisch bedeutsamen Volkszählungsurteil vom 15. Dezember 1983 formulierte das Bundesverfassungsgericht das Grundrecht auf informationelle Selbstbestimmung, das sich aus der Menschenwürde des Art. 1 GG und dem Recht auf freie Entfaltung der Persönlichkeit nach Art. 2 Abs. 1 GG ableitet.

## Volkszählungsboykott
Für den Zensus 1987 musste infolge des Urteils von 1983 des Bundesverfassungsgerichts die Befragung teilweise neu konzipiert werden, indem personenbezogene Angaben von den Fragebögen getrennt und die Fragebögen selbst überarbeitet wurden, um die Anonymität der Befragten besser zu gewährleisten. Bereits ein Dreivierteljahr vor dem Stichtag 25. Mai 1987 wurde eine Akzeptanzkampagne „Zehn Minuten, die allen helfen“ gestartet, die 46 Millionen DM (50 Millionen Euro, inflationsbereinigt) kostete, aber so wenig überzeugte wie etwa die Gesetzesbegründung, aufgrund der Volkszählung könnten „gezielte Maßnahmen zum Abbau der Benachteiligung der Frau am Arbeitsplatz und zur Verbesserung ihrer Berufschancen getroffen“ werden. Angesichts einer Politik, die gleichzeitig auf Eigeninitiative, Rückbau des Sozialstaates und Privatisierung setzte, geriet die Behauptung der Werbung, die Volkszählung trage zur „Sicherung der Renten“ oder „Schaffung von Arbeitsplätzen“ bei, in eine Glaubwürdigkeitsfalle, die die Kritiker erfolgreich nutzten. So ermittelte das Emnid-Institut im Dezember 1987 an vierter Stelle der Befürchtungen von Bundesbürgern die Bedrohung durch Datenmissbrauch hinter Kriegsgefahr, Arbeitslosigkeit und Umweltzerstörung.
Anders als 1983 richtete sich die Kritik der Volkszählungsgegner weniger auf Gefahren etwa von Deanonymisierung von Erhebungsdaten als vielmehr gegen eine „schleichende Einschränkung von Bürgerrechten“, und sie verstanden den Boykottaufruf als „zivilen Ungehorsam für mehr Demokratie“. Die Akteure thematisierten den ihrer Meinung nach immer stärkeren Datenaustausch von Polizei und Geheimdiensten ebenso wie die Datensammlungen der Wirtschaft im Fortschreiten der Computerisierung. Sie warfen den Initiatoren der Volkszählung vor, sie förderten technokratische Politik und setzten ihre Forderung nach mehr demokratischer Mitgestaltung durch die Bürger dagegen. Statt „gläsernen Bürgern“ forderten sie den „gläsernen Staat“, etwa ein Informationsfreiheitsgesetz nach amerikanischem Vorbild und mehr direkte Demokratie.
Der Boykott wurde von einem breiten Bündnis verschiedener sozialer und politischer Gruppen getragen und vom „Koordinierungsbüro gegen den Überwachungsstaat“ im Bonner Büro der Jungdemokraten, der ehemaligen Jugendorganisation der FDP, organisiert. Auch die damalige Partei „Die Grünen“, zu der Zeit seit etwa vier Jahren im Bundestag vertreten, gehörte zu den Kritikern der Volkszählung und beteiligte sich mit vielen ihrer Mitglieder an der Kampagne. Am 25. April 1987 durchsuchte die Polizei die Geschäftsstelle der Grünen in Bonn und beschlagnahmte Flugblätter zum Volkszählungsboykott sowie am 30. April wegen des Aufrufs zum Boykott auch die Geschäftsstellen in München und Trier. Aber auch Teile der Gewerkschaften GEW, ÖTV und IG Druck und Papier, der Jugendtag der Evangelischen Kirche Hessen-Nassau oder der 11. Strafverteidigertag nahmen gegen die Volkszählung Stellung. Selbst Kommunen wie Freiburg und Wülfrath verabschiedeten Resolutionen gegen die Volkszählung oder mussten gar wie Lübeck und Essen auf dem Verwaltungs- und Gerichtsweg zur Durchführung des Zensus angewiesen werden.

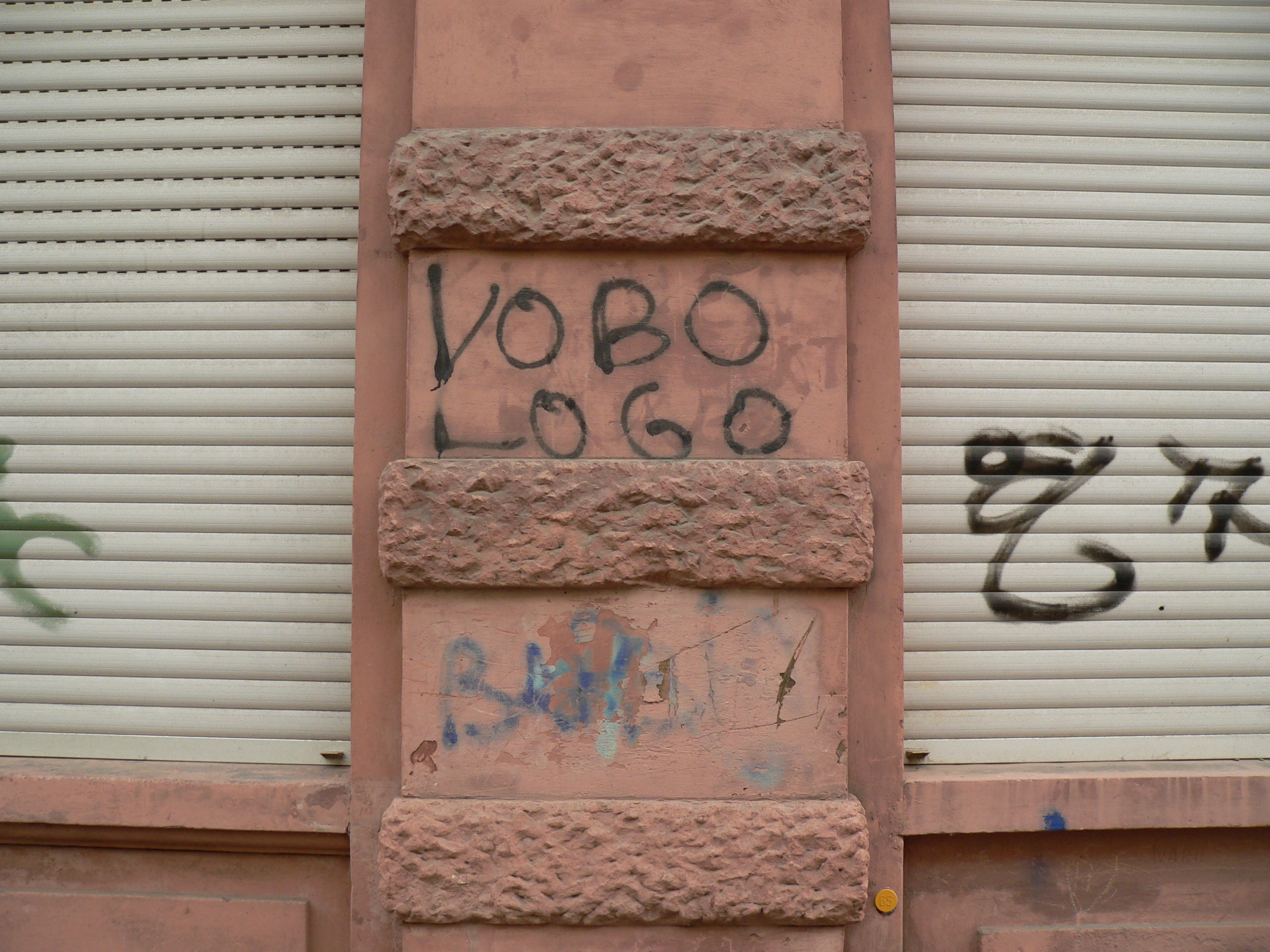
Zwanzig Jahre altes Protestgraffiti in Frankfurt Main.

Die Kritiker sahen sich durch die staatliche Reaktion auf Boykottaufrufe bestärkt. Volkszählungskritikern wurde „Rechtsbruch“ (Friedrich Zimmermann) unterstellt, der Verfassungsschutz Niedersachsen beobachtete Jungdemokraten, Jusos und die Bürgerrechtsorganisation Humanistische Union. Obwohl bundesweit über 100 Haussuchungen bei Volkszählungsgegnern einschließlich der SPD-Parteizentrale wegen angeblicher „Sachbeschädigung“, – dem Aufruf zum Abschneiden der Kontrollnummer auf den Erhebungsbögen – durchgeführt wurden, stieg die Zahl von Bürgerinitiativen laut Berliner tageszeitung von 350 im Herbst 1986 auf über 1.100 im April 1987 an. Die persönlichen Daten von über 900 Volkszählungsgegnern gelangten in die „APIS“-Dateien des Bundeskriminalamts und allein in Baden-Württemberg wurden 653 Personen im „polizeilichen Meldedienst“ gespeichert, was die Datenschutzbeauftragte des Landes als „maßlose Überreaktion“ beurteilte. Die überwiegende Mehrzahl der Strafverfahren wurde zwar 1988 eingestellt, aber die staatliche Reaktion hatte insgesamt die Argumente der Volkszählungsgegner geradezu bestärkt.
Die Durchführung des Zensus geriet zu einem publizistischen Wettstreit um den jeweiligen Erfolg. Während Bundesinnenminister Zimmermann das Scheitern des Boykotts verkündete, präsentierten „alternative Sammelstellen“ im Herbst 1987 1,1 Millionen unausgefüllte Erhebungsbögen. In Hamburg wurde der Chef des Statistischen Landesamtes im März 1988 abgelöst, weil er zunächst die Probleme mit der Volkszählung heruntergespielt hatte, dann öffentlich bekennen musste, dass 248.000 Fragebögen, etwa 13 % fehlten. In Köln schloss die Erhebungsstelle 1988 mit offiziell bestätigten 5 % Boykott ab, in Wiesbaden bestätigte der Erhebungsstellenleiter noch im September 1987 über 15 % fehlende Antworten, weitere 10 % der Bürger hätten überhaupt noch keinen Erhebungsbogen bekommen.
Aber auch die Boykotteure hatten aus ihrer subjektiven Sicht Probleme: So beklagte das „Koordinierungsbüro“ im Sommer 1987, die Initiativen überprüften die angelieferten Personenbögen so genau darauf, dass auch wirklich die jeweilige Anzahl Boykotteure dahinterstehe, dass dies zu erheblichen Zeitverzögerungen führe. Auf beiden Seiten wurde aber auch phantasievoll agiert: Am 15. Mai 1987 prangte vor einem wichtigen Bundesligaspiel von Borussia Dortmund gegen den Hamburger SV der Spruch „Boykottiert und sabotiert die Volkszählung“ auf dem Rasen des Dortmunder Westfalenstadions und widersetzte sich allen Beseitigungsversuchen, ohne dabei den Rasen möglicherweise zu zerstören, was eine Absage des Spiels wegen Aufforderung zum Rechtsbruch zur Folge gehabt hätte. Durch eine plötzliche Idee, die telefonisch die „schmunzelnde Zustimmung“ des Bundespräsidenten Richard von Weizsäcker bekam, wurde für das Stadion- und Fernsehpublikum ein „Der Bundespräsident:“ davor und ein „nicht“ auf dem Rasen angefügt.
NRW-Innenminister Herbert Schnoor wiederum schickte den vom Bundesjugendministerium finanziell disziplinierten Jungdemokraten einen Scheck über 100 Deutsche Mark mit der Bemerkung, trotz unterschiedlicher Meinung in der Sache sei er gegen jegliche Zensurversuche.

## Ergebnisse

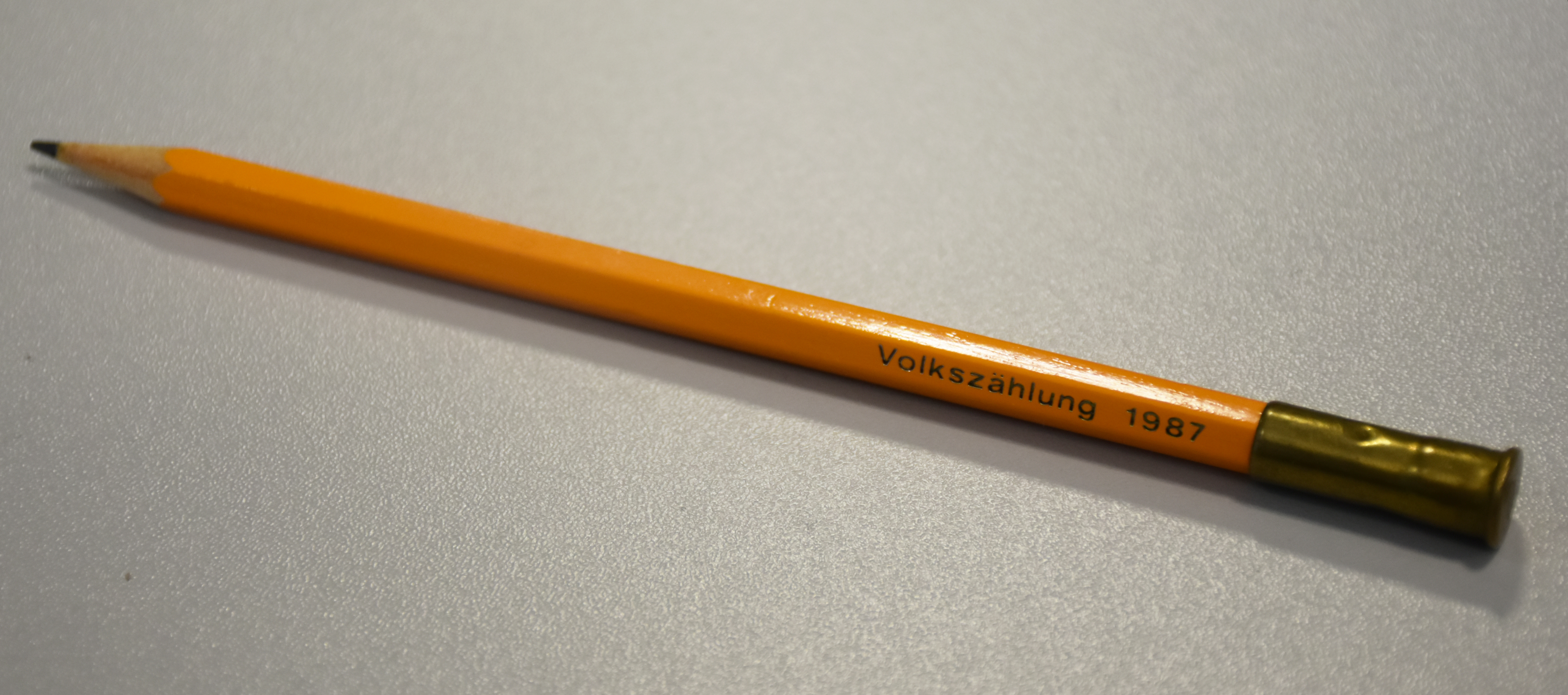
Bleistift zur Volkszählung 1987

Die ermittelten Ergebnisse besaßen nach Angaben der statistischen Ämter eine insgesamt gute Qualität. Obwohl viele den Boykottaufruf trotz drohender Bußgeldverfahren befolgten und die Bögen nicht ausfüllten (manche füllten sie auch bewusst falsch aus), war der Rücklauf der in einem Ankreuz-Verfahren ausgefüllten Bögen, die an jeden Haushalt verteilt worden waren, groß genug für eine aussagekräftige Auswertung; die Frage nach der Qualität der Daten und dem Einfluss von Verfälschungseffekten war allerdings umstritten. So bezeichnete etwa der Informatiker Klaus Brunnstein die Ergebnisse als „Daten-GAU“ wegen der Unterschiedlichkeit der Rücklaufquoten und diagnostizierte einen Anfangsfehler der Daten nach über einem Jahr von bis zu 25 %. Beispielsweise wurden Erhebungsbögen, die von Volkszählungsgegnern zwischen verschiedenen Gemeinden und unter Menschen unterschiedlichen Geschlechts absichtlich vertauscht worden waren, trotz Prüfzahl problem- und straflos ausgewertet.
Offiziell ist bis heute von Verfälschungseffekten nichts bekannt geworden. Auch die wissenschaftliche Begleitforschung des Kölner Soziologen Erwin K. Scheuch hilft bei der Beantwortung der Frage nicht weiter, da diese weder nach der Qualität der ermittelten Daten fragte, noch etwa Methodenvergleiche zur Genauigkeit anderer statistischer Erhebungen wie freiwilliger Umfragen anstellte, sondern lediglich die Einstellungen der Befragten erforschte.
Das statistische Bundesamt verweist auf die erfolgten Korrekturen zwischen Zählergebnissen und alten, fortgeschriebenen Bevölkerungsdaten. Inwieweit jedoch die ermittelten Volkszählungsergebnisse ein reales Abbild der gesellschaftlichen Wirklichkeit bieten können, ist damit nicht beantwortet. So stellt jede Volkszählung nur eine näherungsweise zutreffende Abbildung zum Stichtag dar. Allein die Migrationszahlen nach Deutschland 1989: 872.000 Einwanderer incl. Asylsuchende, 1990: 590.000 und 1991: 477.000 und aus Deutschland: 1989: 422.000, 1990: 545.000 und 1991: 580.000 (alle Zahlen: Jahrbücher des Statistischen Bundesamtes) verdeutlichen die Schwierigkeit, eine anscheinend exakte Einwohnerzahl zu einem Stichtag zu ermitteln.
Da die Volkszählung die Grundlage für die Fortschreibungsergebnisse des Statistischen Bundesamtes und der Statistischen Landesämter bildet, entstanden auf Grund des langen Zeitraumes (17 Jahre) zur letzten Volkszählung von 1970 immer größere Fehler in den Berechnungen der Statistischen Ämter. So ergab die Volkszählung vom 25. Mai 1987 beispielsweise für West-Berlin eine Einwohnerzahl von 2.014.121. Das Ergebnis der Fortschreibung vom Statistischen Landesamt für den 24. Mai 1987 lag – auf Basis der Zählung von 1970 – damit um 133.062 Personen, das sind gute sieben Prozent, zu niedrig. Für München dagegen wurden 89.647 Personen, also 7,0 %, zu viel fortgeschrieben. Für Roth (bei Nürnberg) lag die Abweichung des Fortschreibungsergebnisses des Statistischen Landesamtes sogar bei 18 Prozent, das waren im Vergleich zum Volkszählungsergebnis 4343 Personen zu viel. Für Göttingen wurden 14,5 Prozent (19.519 Personen) zu viel fortgeschrieben. Die Fehlerquoten der Fortschreibungsergebnisse der Statistischen Landesämter lagen bei den Gemeinden mit mehr als 200.000 Einwohnern im Durchschnitt bei 1,0 bis 1,6 Prozent, bei den Gemeinden mit 10.000 bis unter 200.000 Einwohnern im Vergleich zu den Volkszählungsergebnissen bei durchschnittlich 0,3 bis 0,7 Prozent.
Insgesamt musste auf Grund der ermittelten Einwohnerdaten die Summe im Länderfinanzausgleich um etwa 935 Millionen DM (etwa 478 Millionen Euro) berichtigt, die Summe im kommunalen Finanzausgleich der Großstädte um rund 700 Millionen DM (etwa 358 Millionen Euro) korrigiert werden. Die fortgeschriebene Zahl der Erwerbstätigen lag im Vergleich zu den Ergebnissen der Volkszählung um eine Million (3,6 Prozent) zu niedrig, die Anzahl der Ausländer um fast 600.000 (12,0 Prozent), die Zahl der Wohnungen (25,9 Millionen) um rund eine Million (3,8 Prozent) zu hoch. Die Anzahl der Erwerbstätigen musste auf Grund der Volkszählungsergebnisse um eine Million nach oben korrigiert werden, die Arbeitslosenquoten in etwa einem Drittel der Arbeitsamtsbezirke um rund 20 Prozent nach unten angepasst werden.